# ハックルバック (潜水艦)

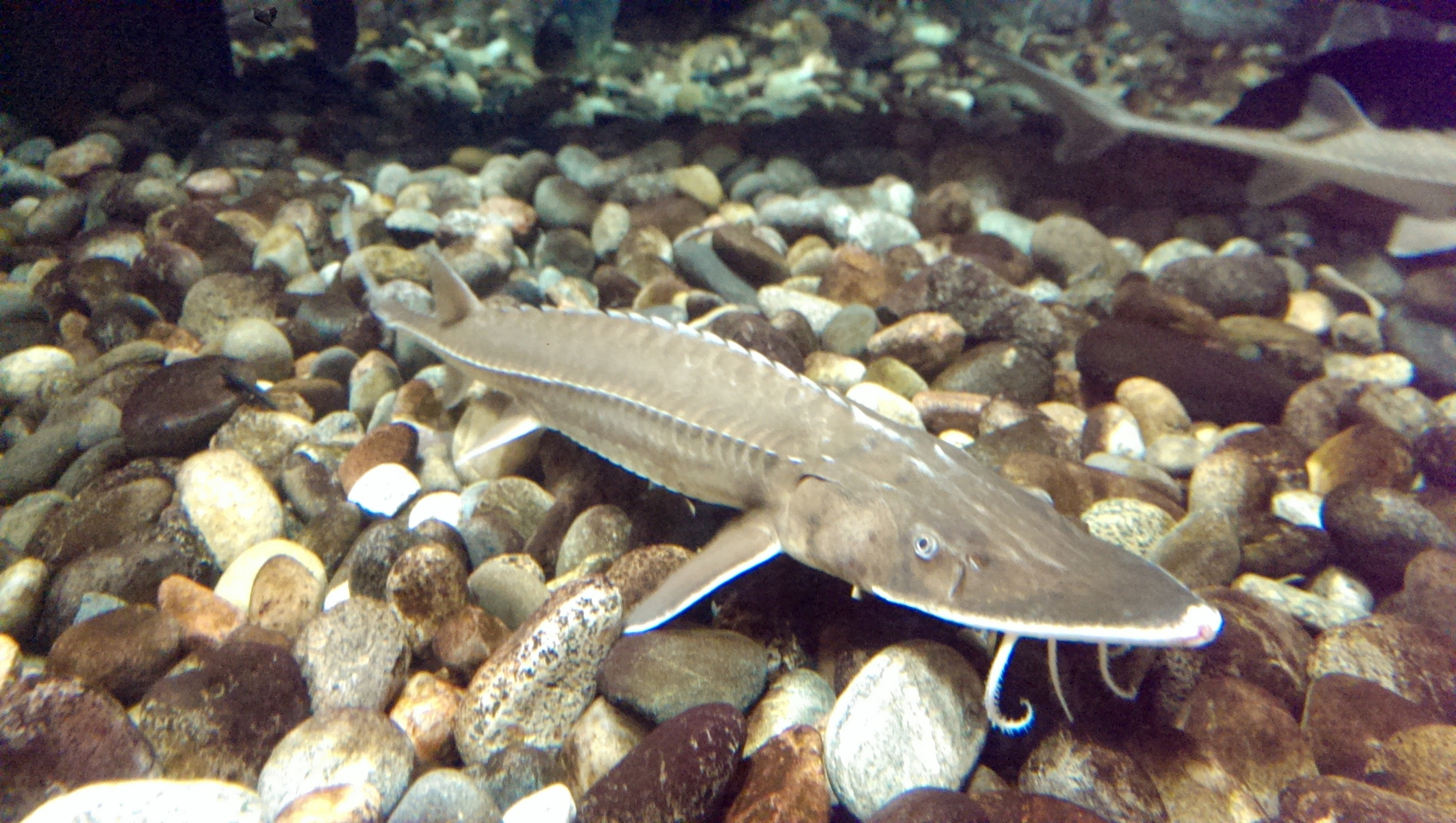
ショベルノーズ・スタージョン（通称Hackleback）

ハックルバック (USS Hackleback, SS/AGSS-295) は、アメリカ海軍の潜水艦。バラオ級潜水艦の一隻。艦名はチョウザメの一種である淡水魚のハックルバックに因む。

## 艦歴
ハックルバックは1942年8月15日にペンシルベニア州フィラデルフィアのクランプ造船所で起工する。1943年5月30日にW・L・ライト夫人によって進水し、艦長フレデリック・E・ジャニー少佐（アナポリス1937年組）の指揮下1944年11月7日に就役する。ニューロンドンでの訓練後、ハックルバックは12月24日にキーウェストの艦隊ソナー学校に到着した。同所で2週間の訓練を行った後、パナマ運河地帯のバルボアで訓練を行い、1945年1月25日に真珠湾に向けて出航する。真珠湾に到着後さらなる訓練を行った。

### 哨戒
3月6日、ハックルバックは最初の哨戒で日本近海に向かった。当時、日本の商船の数は潜水艦、航空機、その他（機雷など）によって最盛期のおよそ10分の1の数となり、ハックルバックはその哨戒活動においてめぼしい目標に遭遇することはなく、3月20日に特設監視艇と交戦したのが、この哨戒での唯一の戦闘記録だった。この戦闘は、特設監視艇が海岸に近づき誘い込もうとしたため攻撃を中止した。しかしながら、この哨戒活動でハックルバックは戦艦大和の撃沈に対して重要な役割を果たした。
ハックルバックは潜水艦シルバーサイズ (USS Silversides, SS-236) 、スレッドフィン (USS Threadfin, SS-410) とともに豊後水道を偵察中だった。ハックルバックの4月6日正午の位置は北緯32度38分 東経132度22分 / 北緯32.633度 東経132.367度と記録された。19時44分、スレッドフィンがレーダーによって5海里の距離に複数の目標を探知した。各潜水艦に対しては、潜水艦隊司令部より攻撃より報告を第一とする旨の指令が出ていたので、スレッドフィンは攻撃を差し控えて浮上したまま追跡しつつ報告をしたが、やがて振り切られてしまった。スレッドフィンより南の位置で哨戒していたのがハックルバックだった。20時28分、ハックルバックはレーダーによって30,000ヤードの距離に目標を発見する。ハックルバックも真珠湾に対して継続して現在位置の報告を送りながら、敵艦隊への接近を試みた。ハックルバックは大和率いる艦隊から13,000ヤードの距離に3度接近していた。しかしながら、護衛の駆逐艦によって魚雷発射可能位置に入ることはできなかった。大和は即座に離脱する様子もなかったが、次第にハックルバックとの距離を広げていき、やがて彼方に姿を消した。直後、司令部から「報告はもうよいから大和を撃沈せよ」との指令が入ったが、ハックルバックも含め、アメリカ潜水艦が大和をとらえることは2度となく、ハックルバックは大和の姿を見た最後のアメリカ潜水艦となった。22時7分にはレーダーの接触もなくなった。ハックルバックは、「大和は205度の方角に22ノットで向かっている」と発信した。4月26日、ハックルバックは51日間の行動を終えてミッドウェー島に帰投した。
5月21日、ハックルバックは2回目の哨戒で再び本州海域に向かった。この任務は、日本の本土攻撃を行う空母艦載機部隊に対する先島諸島沖での救助任務であった。6月22日に墜落機のパイロット、護衛空母スティーマー・ベイ (USS Steamer Bay, CVE-87) 所属のC・P・スミス少佐を救助。7月7日には、小紅頭嶼に対してB-25による航空攻撃後、5インチ砲による73発の砲撃を行った。今回の哨戒では水上での敵艦との接触はなかった。7月12日、ハックルバックは49日間の行動を終えてグアムに帰投した。
8月14日、ハックルバックは3回目の哨戒で出撃したが、翌8月15日に戦争は終了。ハックルバックは8月16日にミッドウェー島に針路を向けた。8月22日、ハックルバックは8日間の行動を終えてミッドウェー島に帰投した。

### 戦後
ハックルバックはミッドウェー島で2週間を過ごした後帰国の途に就き、9月11日にサンフランシスコに到着した。その後1946年3月20日に退役し、メア・アイランド海軍造船所で予備役となる。1962年11月6日に AGSS-295 （補助潜水艦）に艦種変更される。ハックルバックは1967年3月1日に除籍され、1968年12月4日にスクラップとして売却された。